# Антикрыло

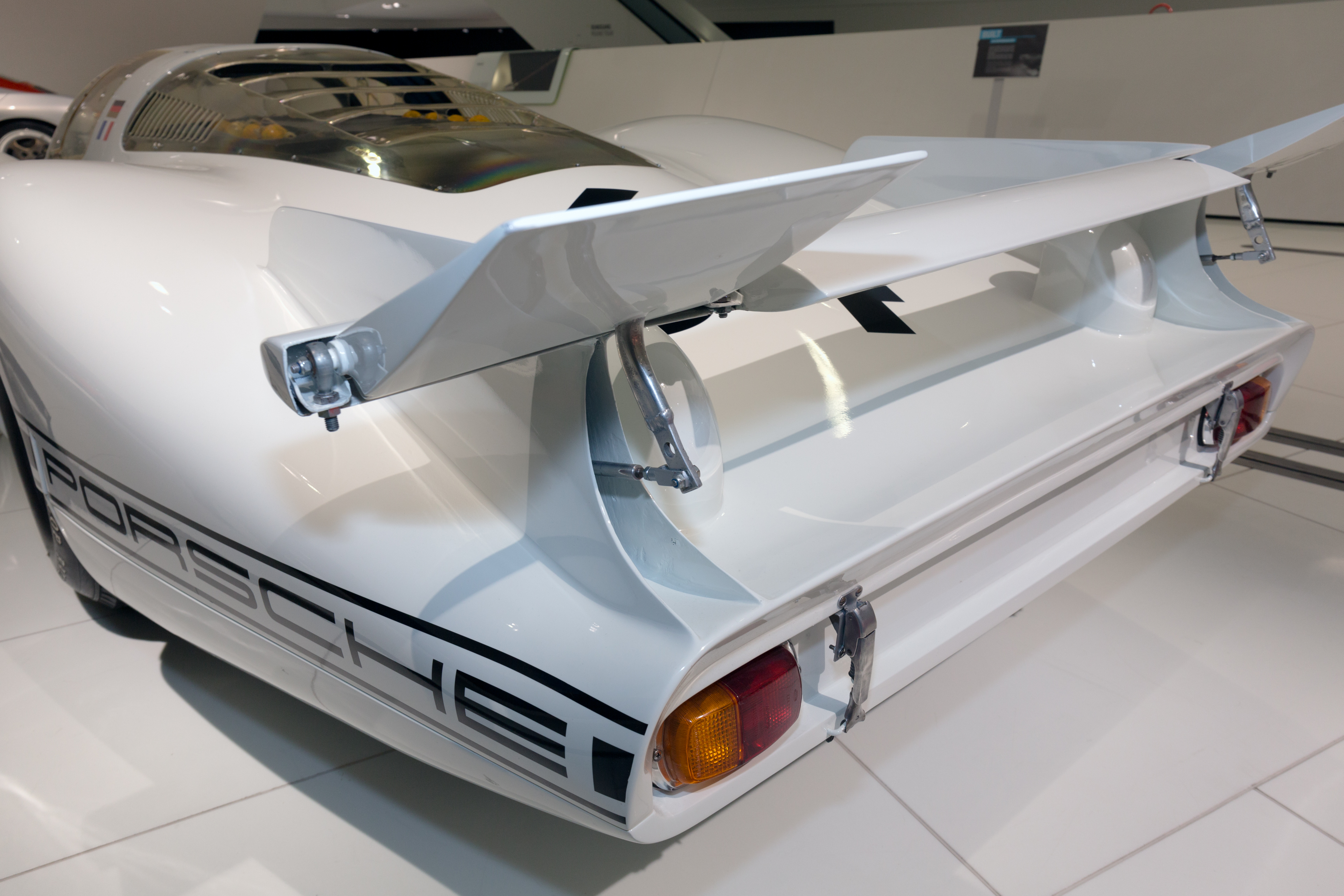
Антикрыло гоночного автомобиля Porsche 908 (1969)

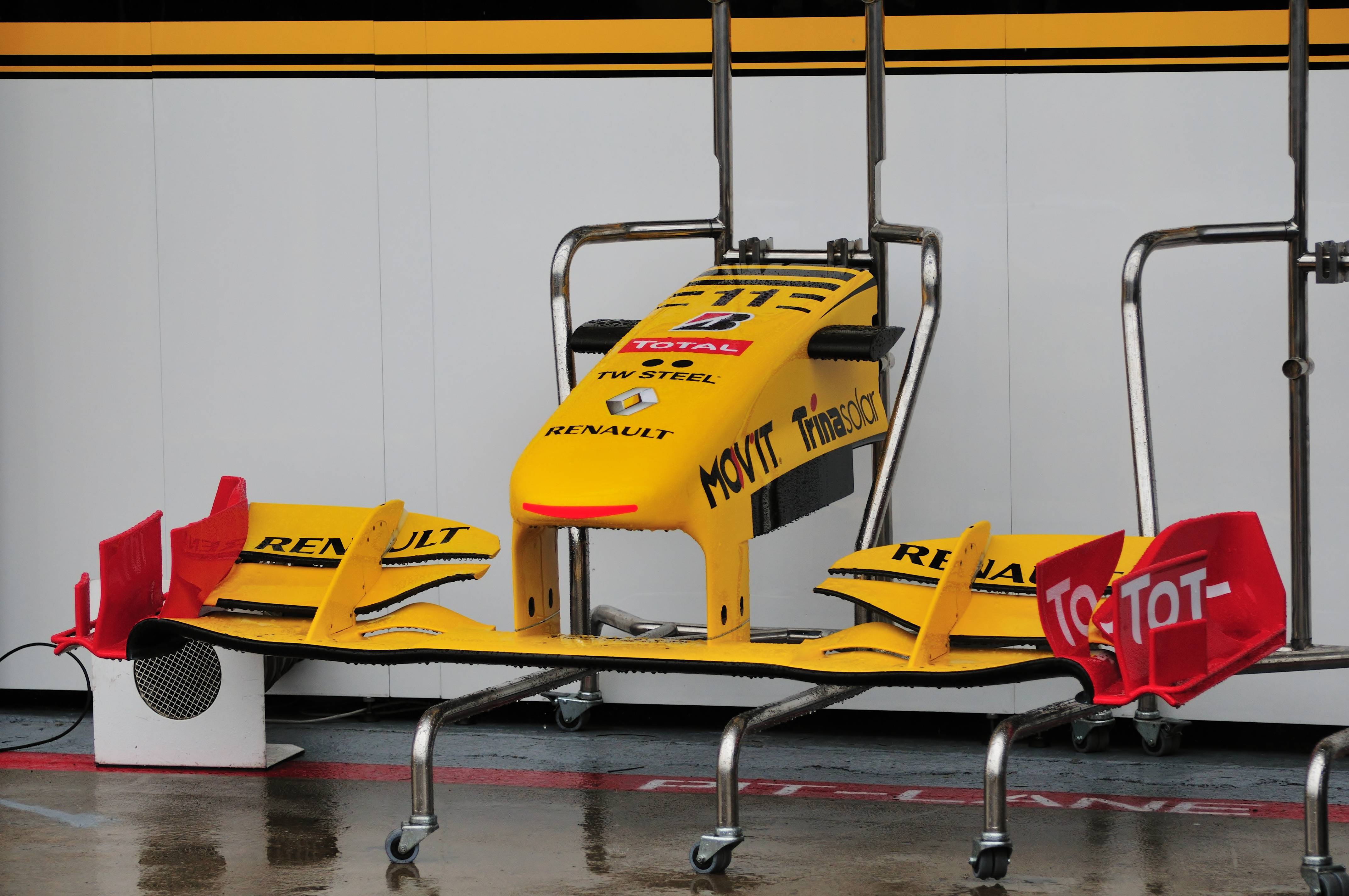
Переднее антикрыло болида Формулы-1 Renault R30 (2010)

Антикрыло́ — аэродинамическое приспособление для увеличения силы сцепления автомобиля с дорожным покрытием, расположенное на кузове, и имеющее зазор между своей плоскостью и поверхностью, к которой элемент крепится.

## Принцип работы
Прижимающая сила антикрыла создаётся при отрицательном угле атаки за счёт изменения направления потока воздуха согласно третьему закону Ньютона. Воздух направляется вверх, антикрыло прижимается вниз.
Созданная антикрылом прижимная сила увеличивает предельную силу трения между ведущими колесами и покрытием и, как следствие, позволяет автомобилю переносить большие ускорения без срыва в занос. В отсутствие антикрыла и других аэродинамических приспособлений предельное ускорение определяется характеристиками шин и покрытия и, как правило, не превышает 1,0–1,1 g (10–11 м/с2) со спортивными шинами в массовой продукции. Для сравнения, болиды Formula 1 могут проходить повороты и тормозить с ускорением до 5 g, в основном за счёт прижимной силы от антикрыльев и других элементов дизайна, которая в несколько раз превышает вес болида.
Существует и негативный эффект использования антикрыльев и диффузоров, заключающийся в увеличении сопротивления набегающему потоку воздуха, вследствие чего падает скорость, возрастает расход топлива (англ.).

### История
Уже в 1956 году швейцарский инженер (тогда студент инженерного факультета) Майкл Мэй установил первое антикрыло на Порше 550 в 1956 году. К участию в гонке Нюрбургринг он не был допущен из-за «ограничения видимости гонщикам», идущим позади него.
Следующую попытку сделал через десять лет американец Джим Холл. Его Chaparral 2E CanAm 1966 года с крылом, смонтированным на высоких подпорках, был немедленно скопирован другими командами североамериканской серии CanAm. Таким образом Chaparral 1966 года можно считать первым автомобилем с антикрылом который принимал участие в официальных соревнованиях и создал моду на антикрыло в автоспорте. Высокое расположение антикрыла привело к ряду аварий и призывам запретить его использование, но после консультаций с конструкторами крылья были сохранены, но с существенными ограничениями.
В 1968 году антикрыло пришло в Европейский автоспорт, его приняли на вооружение команды Формулы-1.
В начале 1969 года антикрыло появилось на мелкосерийном (выпущено 351) Mercury Cyclone Spoiler II, созданном для «омологации» к серии NASCAR. Позже в гонках серии появился Dodge Charger Daytona 1969 года с огромным антикрылом. В течение 1969 года спойлеры появились и на серийных автомобилях — на спортивных версиях американских масл-каров, таких как Pontiac GTO и Ford Mustang Mach 1. В течение 1970-х годов антикрылья распространились и на другие категории автомобилей.
В Европе важную роль в развитии автомобильной аэродинамики сыграли Porsche Carrera RS 1973 года с хвостом типа «утиный хвост» (duck tail) и Porsche 930 Turbo 1975 года с хвостом типа «китовый хвост» (whale tail). Однако оба автомобили имели хвост типа «спойлер» (по российской классификации), а не антикрыло. Значимым европейским автомобилем оснащенным антикрылом можно считать Lamborghini Countach LP400S 1978 года, аэродинамический обвес для которого разработал автомобильный спортивный инженер по фамилии Даллара.

### В современных автомобилях
Последние поколения серийных спортивных автомобилей имеют антикрылья с регулируемым углом атаки.

Угол положения антикрыла изменяется в зависимости от скорости или ускорения:
- при умеренных скоростях (примерно до 140 км/ч) антикрыло «прячется»;
- при высоких исполняет свою функцию, нагружая заднюю ось;
- при высоком отрицательном ускорении (торможение или изменение траектории) антикрыло становится в агрессивный угол атаки (примерно 45 градусов) и притормаживает автомобиль (аналогично спойлерам самолёта).

В автоспорте управляемое антикрыло, как правило, запрещено. В Формуле-1, начиная с сезона 2011 года, разрешается использование системы DRS, которая позволяет автомобилю-преследователю изменять угол атаки крыла на специально отведённых для этого участках трассы.